# Melanalia tabida
Melanalia tabida är en skalbaggsart som beskrevs av Thomas Casey 1911. Melanalia tabida ingår i släktet Melanalia och familjen kortvingar. Inga underarter finns listade i Catalogue of Life.